# 2029年亞足聯女子亞洲盃
2029年亞足聯女子亞洲盃為第 22 屆亞足聯女子亞洲盃，由亞洲足球聯合會主辦，為一項四年一度讓亞洲女子國家隊競逐的國際足球賽賽事。
2024年3月15日，亞足聯女子足球委員會挑選烏茲別克為主辦國。
賽事決賽周會同時為2031年國際足協女子世界盃亞洲區外圍賽最後階段。

## 外部連結
- 亞足聯女子亞洲盃, the-AFC.com